# Publiusz Memmiusz Regulus
Publius Memmius Regulus (zm. 63 n.e.) – rzymski polityk i dowódca wojskowy z I w. n.e., consul suffectus w 31 n.e.

## Życiorys
Publiusz Memmiusz Regulus był konsulem uzupełniającym (consul suffectus) w 31 n.e. Brał wtedy czynny udział w pozbawieniu władzy Sejana. Na polecenie Kwintusa Sutoriusza Makrona prefekta wigilów (praefectus vigilum), którego cesarz Tyberiusz potajemnie wyznaczył na następcę Sejana na stanowisku prefekta gwardii pretoriańskiej, odczytał 18 października na posiedzeniu senatu jako jego przewodniczący list od Tyberiusza, który demaskował Sejana jako zdrajcę. Następnie wspólnie z dowódcą straży nocnej Publiuszem Grecyniuszem Lakonem oraz innymi urzędnikami aresztował Sejana.
Był namiestnikiem Mezji, Macedonii i Achai w latach 35-44 n.e. Tak długi okres sprawowania urzędu może świadczyć o sprawnym wywiązywaniu się z obowiązków. Otrzymał od Kaliguli polecenie rozebrania i przeniesienia posągu Zeusa z Olimpii autorstwa Fidiasza. Został uhonorowany trzema inskrypcjami w Epidauros przez przedstawicieli rodziny Statilii: Tytusa Statiliusa Lamprisa i jego syna (IG IV² 1.665), którzy nadzorowali wzniesienie posągu Publiusza Memmiusza Regulusa. Liczne inskrypcje honoryfikacyjne z dedykacjami z Epidauros, Koryntu i Olimpii świadczą o jego popularności wśród lokalnych społeczności Peloponezu. Przyczynił się do nadania obywatelstwa szeregu przedstawicieli elit tego regionu, o czym świadczy liczne nomen Memmiuszy używane przez dostojników greckich. Po 47 n.e., za czasów cesarza Klaudiusza, był prokonsulem Azji.
Memmiusz Regulus był członkiem kolegiów i stowarzyszeń kapłańskich: sodales Augustales (stowarzyszenie kapłanów ubóstwionego Augusta), septemviri epulonum i frates arvales.
Był mężem Lolli Pauliny, z którą musiał się rozwieść na rozkaz Kaliguli. Kaligula ożenił się z Lollią Pauliną ok. 38 n.e., ale szybko ją porzucił. Prawdopodobnie był ojcem Gajusza Memmiusza Regulusa.
Memmiusz Regulus zmarł w 63 n.e.